# Peral de Arlanza
Peral de Arlanza ist eine nordspanische Landgemeinde (municipio) mit 170 Einwohnern (Stand: 2024) im Süden der Provinz Burgos in der Autonomen Gemeinschaft Kastilien-León. Zur Gemeinde gehört neben dem Hauptort auch die Ortschaft Pinilla de Arlanza.

## Lage und Klima
Peral de Arlanza liegt in der kastilischen Hochebene (meseta) gut 50 km südwestlich der Provinzhauptstadt Burgos in einer Höhe von ca. 770 m am Río Arlanza. 
Das Klima ist gemäßigt bis warm; Regen (ca. 543 mm/Jahr) fällt übers Jahr verteilt.

## Bevölkerungsentwicklung
| Jahr      | 1970 | 1981 | 1991 | 2001 | 2011 | 2021 |
| Einwohner | 420  | 312  | 260  | 239  | 160  | 175  |

## Sehenswürdigkeiten
- Johannes-der-Täufer-Kirche (Iglesia de San Juan Bautista)
- Einsiedelei von Veracruz

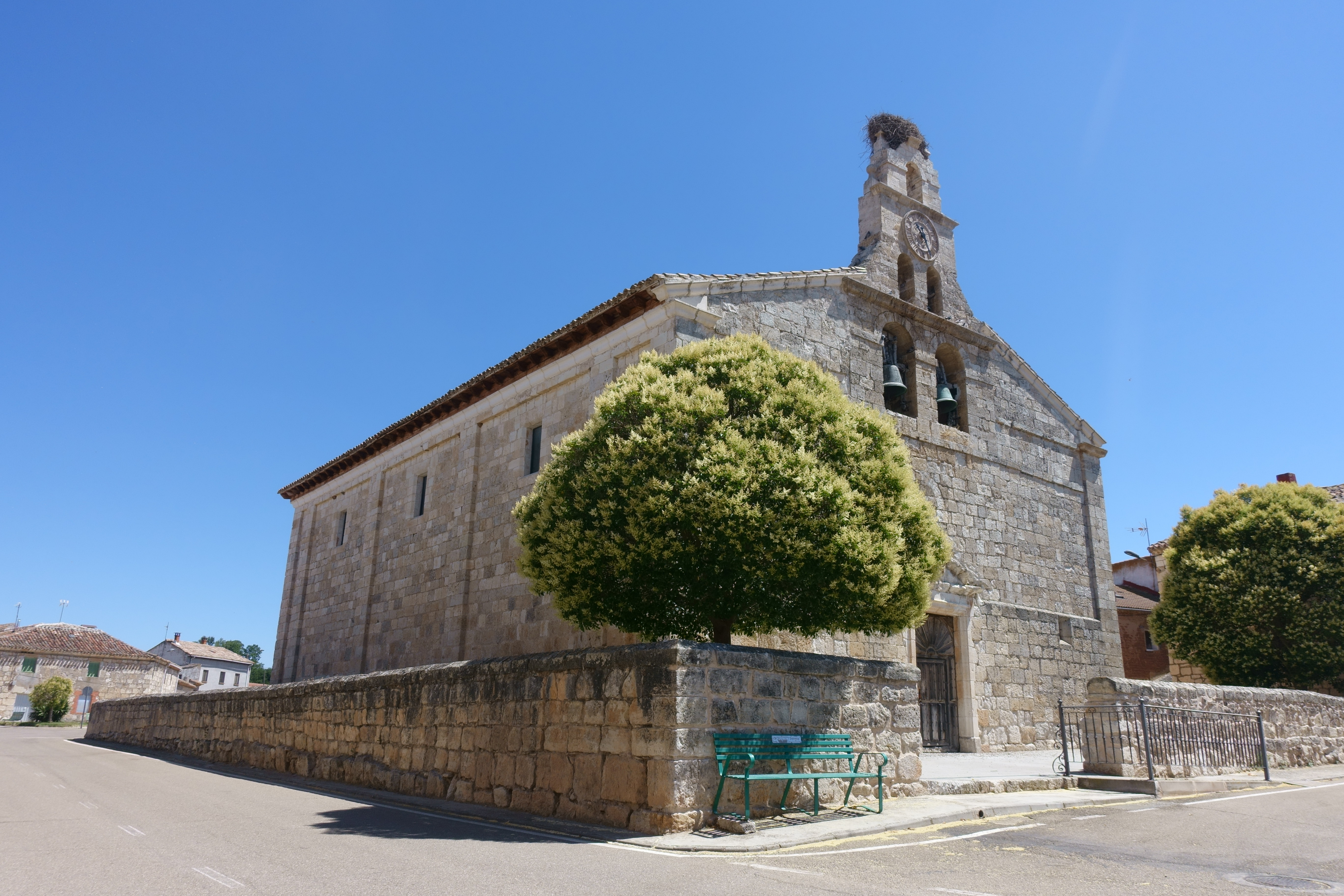
Kirche Johannes der Täufer
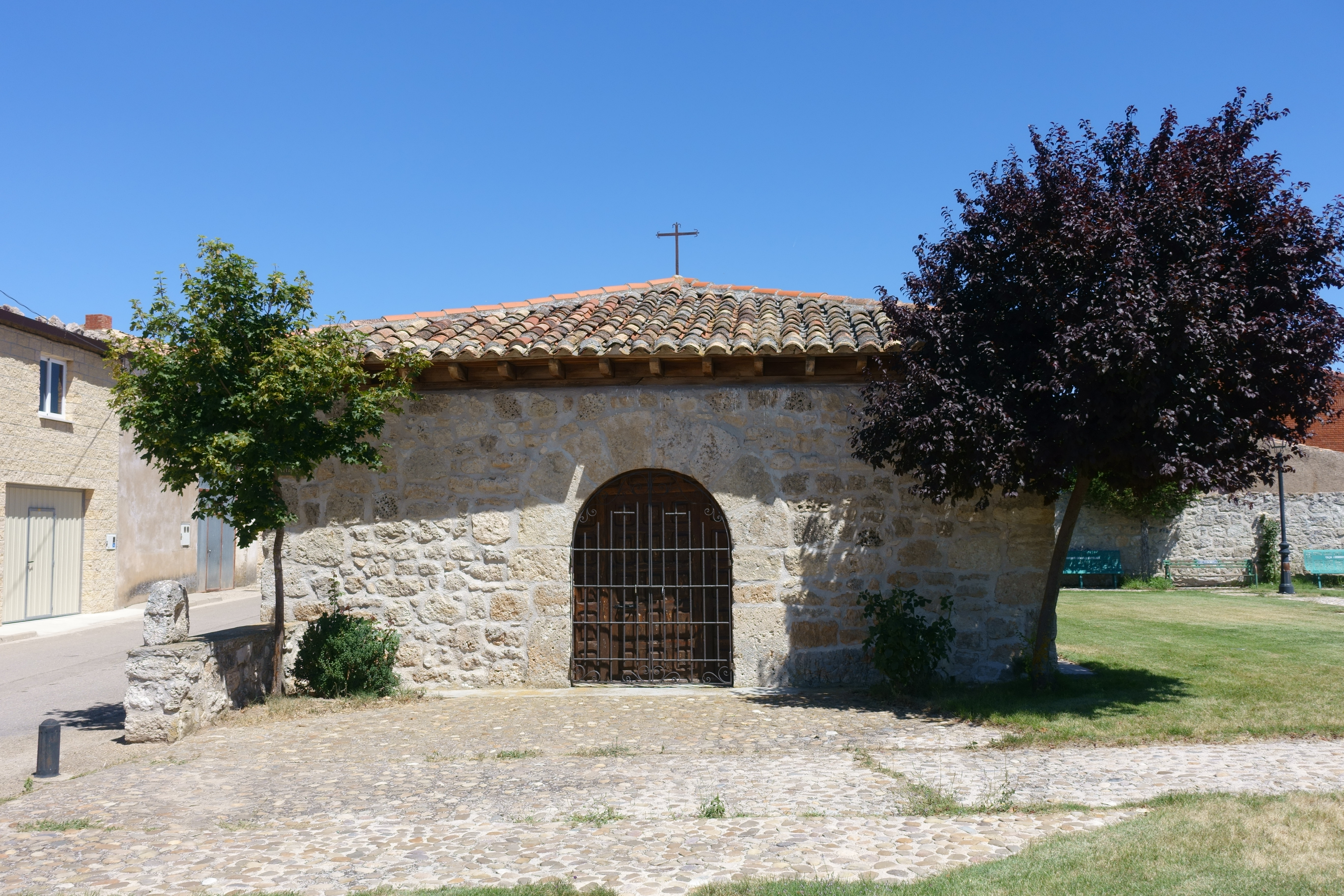
Einsiedelei von Veracruz

## Persönlichkeiten
- Andrés García Prieto (1846–1915), Maler